# Waitea nuda
Waitea nuda är en svampart som beskrevs av Clémençon 1990. Waitea nuda ingår i släktet Waitea och familjen Corticiaceae.   Inga underarter finns listade i Catalogue of Life.